# میرلان مورزایف
میرلان مورزایف (قرقیزی: Мирлан Мурзаев؛ زادهٔ ۲۹ مارس ۱۹۹۰) بازیکن فوتبال اهل قرقیزستان است.
از باشگاه‌هایی که در آن بازی کرده‌است می‌توان به باشگاه فوتبال هاپوئل پتخ تیکوا، باشگاه فوتبال الاهلی (منامه)، باشگاه فوتبال دنیزلی اسپور، باشگاه فوتبال دوردوی بیشکک، و باشگاه فوتبال کازانکا مسکو اشاره کرد.
وی همچنین در تیم ملی فوتبال قرقیزستان بازی کرده‌است.